# Первая франко-малагасийская война
Первая франко-малагасийская война (малаг. Ady Hova-Frantsay voalohany) (1883—1885) — колониальная война Франции с целью подчинить своей власти Королевство Имерина и превратить Мадагаскар в свою колонию. Для Королевства Имерина война носила антиколониальный оборонительный характер.

## Предпосылки
Франция считала Мадагаскар сферой своих интересов с 1850-х годов. Она владела в непосредственной близости от Мадагаскара важными опорными пунктами: островами Сент-Мари и Носи-Бе. В 1840—1850-х годах французы заключили договоры о протекторате с несколькими правителями сакалава. Французский предприниматель Жозеф-Франсуа Ламбер в 1855 году добился от будущего короля Радамы II заключения договора о предоставлении концессий на добычу полезных ископаемых, использование леса и незанятых земель на Мадагаскаре в обмен на десятипроцентный налог в пользу малагасийской монархии. Однако в 1863 году Радама II был убит в результате государственного переворота, и новое правительство во главе с Райнилайаривуни аннулировало «договор Ламбера». Однако в качестве компенсации малагасийское правительство вынуждено было отдать Франции практически весь свой запас серебра — 12 тонн.
Малагасийцы хорошо осознавали угрозу, исходившую со стороны Франции, поэтому стали искать сближения с её главным конкурентом — Великобританией. Этим, в частности, обяснялось то, что королева Ранавалуна II и премьер-министр Райнилайаривуни приняли христианство протестантского, а не католического толка. Кроме того, малагасийские власти стали значительно охотнее предоставлять концессии англичанам, нежели французам.
В условиях обострившейся борьбы за колонии и острой конкуренции со стороны Великобритании и Германии в 1870—1880-е годы французское правительство решило активизировать усилия по установлению своего господства на Мадагаскаре. Предлогом для вмешательства Франции во внутренние дела Мадагаскара послужило «дело Лаборда». Ж. Лаборд, предприниматель-француз, женатый на малагасийке, составил завещание не в пользу родных детей, а в пользу племянников-французов. Он завещал им помимо своего состояния ещё и земли, которые сам получил во временное держание. Глава малагасийского правительства Райнилайаривуни ввел запрет на отчуждение земли в их пользу. Это послужило основой для материальных претензий со стороны Франции. Малагасийскому правительству во главе с Райнилайаривуни было известно о подготовке Франции к войне. С целью предотвратить вооружённую интервенцию Райнилайаривуни в начале 1880-х годов отправил в США и Европу дипломатическую миссию, чтобы урегулировать назревавший конфликт мирным путём. О стремлении малагасийцев избежать военного конфликта свидетельствовал и инцидент в Марамбици на северо-западном побережье Мадагаскара. В марте 1882 года арабские контрабандисты под французским флагом открыли огонь по малагасийским таможенникам, когда те попытались предотвратить незаконную выгрузку оружия. Ответным огнём преступники были уничтожены. Когда Франция потребовала компенсации, малагасийское правительство с готовностью удовлетворило все материальные претензии.
В 1882 году в Париже состоялись переговоры, в которых участвовали малагасийские дипломатические представители, с целью урегулирования имущественных споров. В результате было достигнуто соглашение, согласно которому французы получали право на долгосрочную аренду земли и создание своих морских баз. Северо-западное побережье было фактически отдано Франции. Однако правительство Третьей Республики неожиданно прервало переговоры и в конце ноября 1882 года предъявило ультиматум, требуя признания «общих прав» Франции на Мадагаскар.
В 1883 году правительство Франции возглавил сторонник активной колониальной экспансии Жюль Ферри, он же занял пост министра иностранных дел. 27 апреля 1883 года палата депутатов французского парламента проголосовала за предоставление кредитов на проведение военной экспедиции на Мадагаскаре.

## Ход военных действий

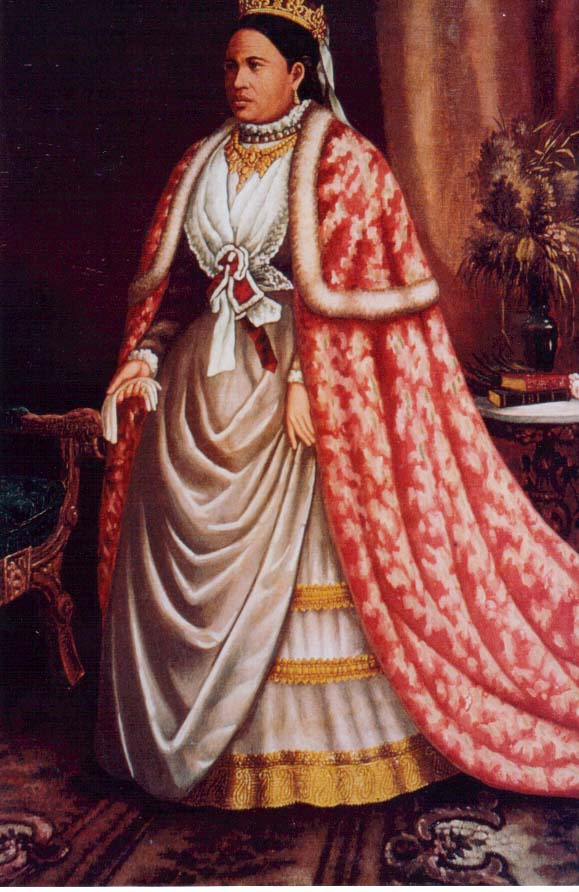
Королева Ранавалуна II.

16 мая 1883 года французские войска без объявления войны напали на Королевство Имерина и 17 мая заняли порт Махадзанга. 1 июня адмирал А. Пьер предъявил королеве Ранавалуне II ультиматум. Его положения сводились к трем основным пунктам: передача Франции северной части острова; придания европейцам права собственности на землю; компенсация французским гражданам в размере 1 миллиона франков. Премьер-министр Райнилайаривуни отверг ультиматум. В ответ А. Пьер 11 июня обстрелял Таматаве и занял порт. Малагасийцы практически без боя сдали город и отошли к укреплённому лагерю Фарафата, располагавшемуся вне досягаемости корабельной артиллерии. Малагасийцы предприняли несколько попыток отбить порт у французов, однако каждый раз вынуждены были отступать, неся большой урон от огня корабельной артиллерии. Получив подкрепления и доведя численность сухопутных сил в Таматаве до тысячи двухсот человек, французы перешли в наступление. Но все их неоднократные попытки штурма Фарафаты закончились неудачей.
Один из преемников адмирала Пьера, адмирал Мио, приказал высадить десант (несколько рот пехоты и подразделение артиллерии) в провинции Вухемар, рассчитывая на помощь населения севера острова, относившегося недружелюбно к центральному правительству страны. Близ Андрапарани 15 декабря 1884 года произошло короткое сражение, в котором малагасийские войска потерпели поражение и быстро отступили. Но и французы далее прибрежной полосы не двинулись. На протяжении следующего года они ограничивались бомбардировкой и блокадой берегов, высадкой десантов и стычками с войсками имерина.
К сентябрю 1885 года адмирал Мио получил новое подкрепление из метрополии и Тонкина. Он решил предпринять попытку проникнуть вглубь острова с востока — из Таматаве, занятого гарнизоном реюньонцев. Для этого необходимо было взять укрепления Фарафата, закрывавшие все пути из порта. 10 сентября французы выступили из Таматаве, но встретили такой отпор со стороны малагасийцев, что быстро отступили в пределы города. Войсками имерина командовал генерал Райнандриамампандри.
Неудачи на Мадагаскаре вкупе с поражениями французских сил в Индокитае привели к падению кабинета Жюля Ферри 28 июля 1885 года. И после поражения в Фарафатской битве французы сели за стол переговоров с малагасийцами. Райнилайаривуни с готовностью воспользовался представившейся возможностью завершить войну, так как страна и малагасийская армия находились в очень тяжелом положении.

## Итоги войны

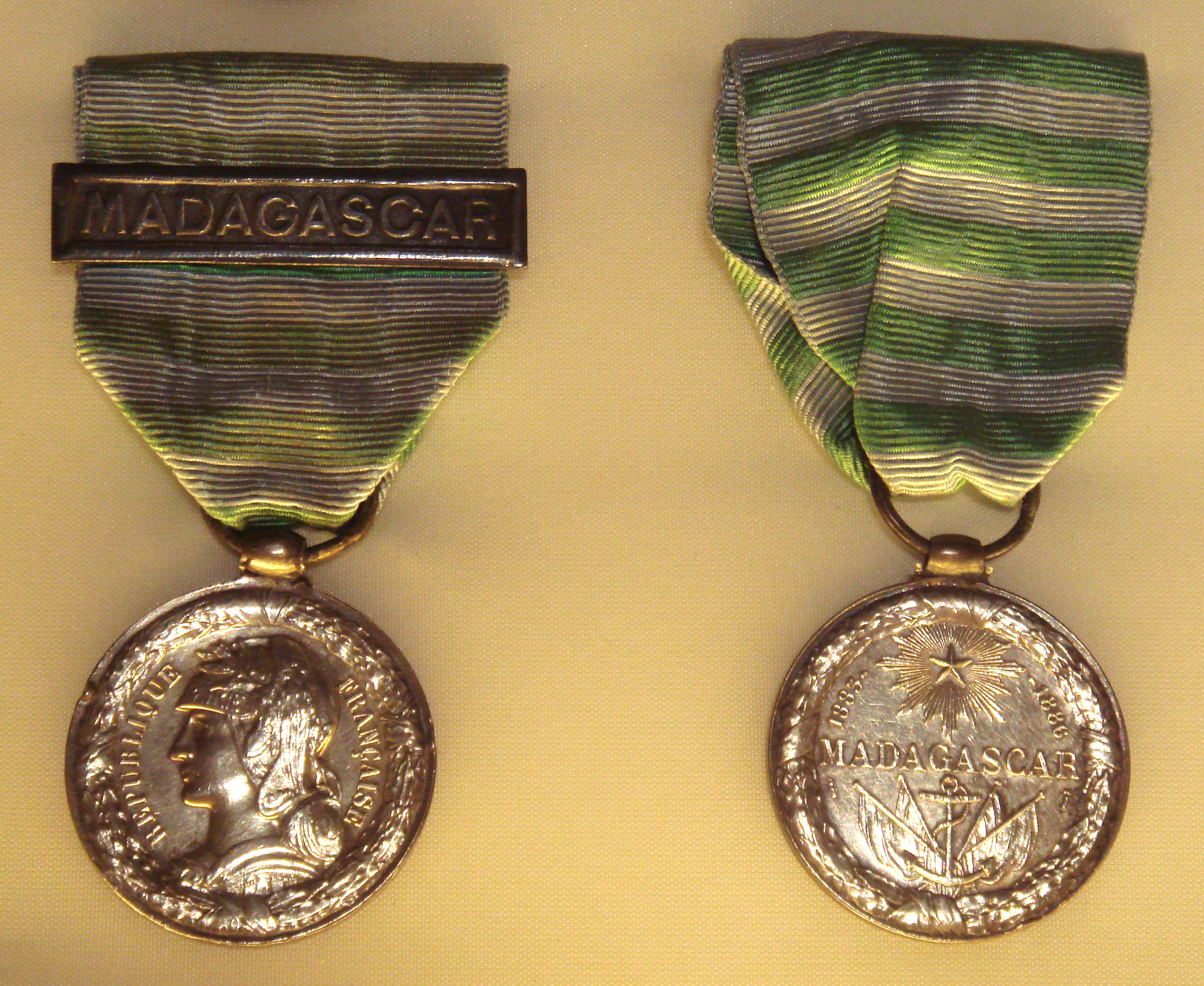
Французская медаль за первую «мадагаскарскую экспедицию».

Переговоры начались в ноябре 1885 года. Французы в итоге отказались от большинства своих первоначальных требований. Мирный договор был подписан 17 декабря и ратифицирован малагасийской стороной 10 января 1886 года. Однако статьи договора устанавливали неравноправный статус Королевства Имерина. Малагасийское правительство лишалось права проведения самостоятельной внешней политики. Французское правительство должно было теперь представлять Мадагаскар во всех внешних сношениях, на Мадагаскаре размещался резидент, который должен был осуществлять контроль за внешними сношениями страны. Также малагасийское правительство обязалось выплатить Франции «добровольную компенсацию» в десять миллионов франков в виде возмещения ущерба «частным лицам иностранного происхождения». Серьёзной уступкой в пользу Франции стала передача ей стратегически важной бухты Диего-Суарес, где французы намеревались создать свою военную базу. Важным достижением малагасийцев стало признание Францией Ранавалуны III королевой всего Мадагаскара. Также Франция обязалась не вмешиваться во внутренние дела Мадагаскара и предоставить военных инструкторов, инженеров, преподавателей и руководителей предприятий. К договору также прилагалось приложение, в котором указывалось, что основным вариантом текста должен был считаться малагасийский, так как выяснилось, что французский вариант отличался от того, что был согласован малагасийцами. В результате Ранавалуна III ратифицировала договор с приложением, а Франция только договор, назвав приложение «объяснительным письмом». Французское правительство заявило, что его представители, С. Патримонио и Э. Мио, не имели полномочий для подписания подобных документов. В итоге Франция трактовала договор с выгодных ей позиций, что было чревато в будущем возобновлением конфликтов. К тому же само малагасийское правительство справедливо опасалось, что условия мирного договора могут вызвать возмущение среди малагасийского населения, поэтому текст договора так и не был опубликован в открытой печати.